# ARC (Dateiformat)
ARC ist ein Dateiformat zur verlustfreien Datenkompression und Archivierung von Dateien, entwickelt von System Enhancement Associates. Es war in den Anfängen des BBS-Systems äußerst beliebt. Sowohl das Dateiformat als auch das Programm selbst wurden ARC genannt. ARC machte die bis dahin übliche Kombination eines Packprogramms, wie damals sq, und eines Dateiarchivierers wie LBR überflüssig, da beide Funktionen in einem Programm untergebracht wurden. ARC kann mehrere Dateien in nur eine Datei packen, im Gegensatz zu ZIP jedoch keine Verzeichnisbäume. Das ARC-Format war in den 1980er Jahren Gegenstand einiger Diskussionen, die unter anderem auch die Entwicklung der „Open Source“-Debatte erheblich beeinflussten.
.arc wird auch oft als Dateierweiterung für verschiedene Dateiformate gebraucht, die zur Kompression oder Archivierung eingesetzt werden.
Freearc – ein neuer Archivierer – nutzt ebenfalls die Dateiendung .arc. Dabei handelt es sich jedoch um ein komplett neu entwickeltes Dateiformat.
Das Internet Archive benutzt ein auch „ARC“ genanntes Dateiformat, um mehrere Ressourcen von Webseiten in einer Datei effizient speichern zu können. Dieses hat mit dem ARC-Format der 1980er Jahre jedoch nichts zu tun.
Unter dem Betriebssystem RISC OS wurde eine spezielle Variante verwendet, die auch als „Spark Archiv“ bezeichnet wird. Diese Variante unterstützt neben systemspezifischen Informationen auch die Möglichkeit, Verzeichnisstrukturen zu speichern.

## Auseinandersetzung mit Phil Katz
In den späten 1980ern entstand ein Disput zwischen SEA, dem Hersteller von ARC, und Phil Katz. SEA verklagte Katz wegen Verstoßes gegen Copyright- und Trademark-Gesetze. Katz hatte eine zu ARC kompatible Software namens PKARC entwickelt, die dem Original in puncto Stabilität und Schnelligkeit überlegen war. Für Aufsehen sorgte die Aussage eines Sachverständigen für Software vor Gericht, der behauptete, dass PKARC oft identische Kommentare enthalte, sogar mit identischen Rechtschreibfehlern.
Die Angelegenheit ging zu Gunsten von SEA aus und Katz entwickelte darauf das ZIP-Format.
1988 entwickelte Mark Riley für NoGate Consulting das nach zwei Monaten in PAK umbenannte GSARC – abwärtskompatibel, aber schneller und besser komprimierend.

## Dateierweiterungen
- .arc – wurde auf allen Systemen verwendet.
- .ark – von einigen Benutzern übernommen, um ersichtlich zu machen, dass es sich um Software für CP/M und nicht MS-DOS handelte.
- .sue – vereinzelt nach einigen Rechtswidrigkeiten anzufinden.
- .spk – wurde teilweise auf RISC OS verwendet.